# (2307) Garuda
(2307) Garuda es un asteroide perteneciente al cinturón de asteroides, descubierto el 18 de abril de 1957 por el equipo del Observatorio Astronómico de La Plata desde el Observatorio Astronómico de La Plata, La Plata, Argentina.

## Designación y nombre
Designado provisionalmente como 1957 HJ. Fue nombrado Garuda en homenaje al semidiós hindú llamado Garuda.